# KJ・アパ
KJ・アパ(KJ Apa)ことケネティ・ジェームズ・フィッツジェラルド・アパ（Keneti James Fitzgerald Apa、1997年6月17日 - ）は、ニュージーランド出身の俳優、歌手、ミュージシャンである。
2013年から2015年のニュージーランドのドラマ『ショートランド・ストリート』のケイン・ジェンキンス役でデビュー。2017年にアーチーコミックを基にしたCWのドラマシリーズ『リバーデイル』で主人公アーチー・アンドリュース役に抜擢され、若者の間で一躍人気俳優となった。 他に、『僕のワンダフル・ライフ』（2017）、 『ヘイト・ユー・ギブ』（2018）、 I Still Believe（原題） （2020）、Songbird（原題）（2020）に出演している。

## 来歴
1997年6月17日にニュージーランドのオークランドで生まれる。父親はサモア人で、サモアのマタイ（チーフ）である。母親はヨーロッパ系ニュージーランド人。2人の姉がおり、元ラグビーユニオンの選手でコーチのマイケル・ジョーンズは父方の叔父である。オークランドの高校に通ったのち、俳優としてデビューした。

## キャリア
ニュージーランドのソープオペラシリーズ『ショートランド・ストリート』（2013−2015）のケイン・ジェンキンス役としてデビュー。 2016年、アメリカのCWのドラマシリーズで主人公のアーチー・アンドリュースに抜擢された。
2017年に公開された『僕のワンダフル・ライフ』でデニス・クエイド演じる主人公の高校生時代の役を演じた。また、2018年の青春映画『ヘイト・ユー・ギブ』で主人公のボーイフレンド役、2019年のNetflixの映画『ラストサマー -この夏の先に-』で主役を務めた。2020年には、伝記映画I StillBelieveで歌手のジェレミーキャンプ役を演じた。
2020年7月、マイケル・ベイ率いるプラチナム・デューンズが製作を務める、コロナ・ウイルスの流行を題材にしたSFスリラー映画Songbirdでソフィア・カーソンと共に主役を演じることが発表された。

## 私生活
『リバーデイル』で赤髪のアーチー役を演じているため元から赤髪だと思われることが多いが、実際の髪は茶色である。アパが演じるアーチー・アンドリュースは赤髪がトレードマークであるため、ドラマの撮影のために髪と眉を赤に染めている。
アパは雑誌のインタビューにおいて、髪を染めたことについて「一番緊張したのは、赤い髪と眉だとどんな見た目になるかってことだった。」と述べており、鏡で初めて自分の姿を見た時については「本当に変だったよ。けど前はどんな感じだったのかもう思い出せないんだ。世界中に赤髪の人はたったの2%しかいないって聞いたから、今はすごく気分が良いよ」と語っている。

## フィルモグラフィー
※役名の太字表記は主演。

### 映画
| 年   | 題名                                             | 役                                 |
| ---- | ------------------------------------------------ | ---------------------------------- |
| 2017 | 僕のワンダフル・ライフ A Dog's Purpose           | イーサン・モンゴメリーの高校生時代 |
| 2018 | ヘイト・ユー・ギブ The Hate U Give               | クリス                             |
| 2019 | ラスト・サマー -この夏の先に- The Last Summer    | グリフィン                         |
| 2020 | Dead Reckoning                                   | ニコ                               |
| 2020 | 君といた108日 I Still Believe                    | ジェレミー・キャンプ               |
| 2022 | ソングバード Songbird                            | ニコ・プライス                     |
| 2025 | 君を見つけるための地図 The Map That Leads to You | ジャック                           |
| TBA  | Jimmy                                            | ジェームズ・ステュアート           |

### テレビ
| 年          | 題名                                        | 役                       | 注          |
| ----------- | ------------------------------------------- | ------------------------ | ----------- |
| 2013 - 2015 | ショートランド・ストリート Shortland Street | ケイン・ジェンキンス     |             |
| 2016        | The Cul de Sac                              | ジャック                 | 計6話出演   |
| 2017 - 2023 | リバーデイル Riverdale                      | アーチー・アンドリュース | 計137話出演 |